# Nicotiana glauca
Nicotiana glauca, denominada popularmente palán palán o Fabio en sus países de origen (Argentina y Bolivia) y de muchas otras maneras donde se ha introducido (especialmente tabaco moruno, falso tabaco o falsa tabaquera) es una especie del género Nicotiana —el mismo género que el tabaco corriente— de la familia de las Solanáceas.

## Descripción
Arbusto o árbol pequeño, glabro con tallos ramificados de hasta 6 m. Las hojas son ovadas, elípticas u oblongas, agudas u obtusas, débilmente decurrentes, enteras, glabras, glaucas con pecíolo de 3-90 mm, a veces estrechamente alado y limbo de 10-200 por 5-140 mm, en general atenuado, a veces asimétrico —al igual que muchos representantes de la familia Solanaceae. La inflorescencia se presenta en cimas helicoides agrupadas en disposición paniculiforme, terminal, de flores actinomorfas, hermafroditas, bracteadas y pediceladas: brácteas pequeñas, linear-lanceoladas, ciliadas, pubescentes, caedizas; pedicelos de 4-10 mm, erectos o patentes en la floración y en general deflexos, ensanchados en el ápice y ligeramente acrescentes en la fructificación, glabros. El cáliz tiene unos 8-14 mm, es campanulado, con al menos 5 nervios, pubescente interiormente al menos en la mitad superior, ligeramente acrescente en la fructificación con tubo de 6-9 mm, mucho más largo que los lóbulos que miden 1,5-5,5 por 1,5-3 mm, son triangulares, generalmente subobtusos, ligeramente desiguales, ciliados. La corola mide 20-45 mm, es tubular-infundibuliforme, amarilla, densamente glanduloso- pubescente en su parte externa y con un tubo de 20-40 mm, ensanchado en el ápice y un limbo de 2-4 mm, actinomorfo, infundibuliforme, con 5 lóbulos muy pequeños, ovados o triangulares, con nervio central y a veces débilmente mucronados. Los estambres están insertos todos a la misma altura, en el tercio inferior de la corola, 2 ligeramente más cortos que los otros 3, con filamentos de 15-30 mm, libres, más largos que las anteras, ensanchados y a veces doblados en la base formando un ángulo, glabros; anteras de 1-2 por 1-2 mm, discoides u ovoides, pardas. El estilo, de 20-30 mm, es ligeramente más largo que los estambres e incluso, con estigma de 0,9-1,7 mm de anchura. Fruto de 8,5-15 por 6-10 mm, casi de la longitud del cáliz, ovoide o elipsoide, coriáceo, péndulo. Las numerosas semillas tienen de 0,6-0,8 por 0,35-0,6 mm, con un apículo en el hilo, y son de color gris-parduzco.

## Hábitat y distribución
Nitrófila, ampliamente naturalizada en taludes, terraplenes, márgenes de camino, terrazas de ríos, preferentemente en arenales o sobre suelos rocosos o pedregosos y removidos.
Nativa del noroeste argentino en lugares con agua a poca profundidad y el sur de Bolivia, donde crece hasta altitudes de 3700 m s. n. m. También suele observársela en muchos pueblos y ciudades del norte y centro de dicho país, donde crece sobre muros de construcciones y en terrenos baldíos.
Se ha naturalizado en toda América, convirtiéndose en una especie invasora, en especial en grietas de muros antiguos en las ciudades y poblados.
También naturalizada en la región mediterránea, especialmente en España, donde ha ocasionado ya graves problemas en Toledo, Alicante, Murcia y en el Parque nacional de Timanfaya.

### Consideración legal en España
Debido a su potencial colonizador y constituir una amenaza grave para las especies autóctonas, los hábitats o los ecosistemas, esta especie ha sido incluida en el Catálogo Español de Especies Exóticas Invasoras, regulado por el Real Decreto 630/2013, de 2 de agosto, estando prohibida en Canarias su introducción en el medio natural, posesión, transporte, tráfico y comercio. En enero de 2015, la Sala Tercera del Tribunal Supremo anuló su inclusión en el catálogo, pero en 2019 fue reintegrada, quedando de nuevo prohibida en Canarias. El Comité científico de flora y fauna silvestres del Ministerio de Agricultura, Alimentación y Medio Ambiente recomendó en 2016 su prohibición en todo el territorio por la gran adaptabilidad de la planta y los diversos problemas que ocasiona.

## Usos
El palán-palán posee poder antifúngico. Se puede usar para controlar plagas de pulgones, mosca blanca y otros insectos. Se cortan las hojas, se dejan macerar en agua unos días y se rebaja con agua. Pulverizado es altamente efectivo por el poder tóxico que tiene la planta. Por esto mismo, se debe manejar con guantes y tener mucha precaución con su manipulación. Se han descrito decenas de casos de fallecimientos por su ingesta accidental en Argentina, Brasil, Chile,  Estados Unidos, Israel y Uruguay,. También es altamente tóxica para animales domésticos: en Sudáfrica causó la muerte a un numeroso grupo de avestruces.
La especie no contiene cantidades significativas de nicotina, pero sí anabasina, un alcaloide relacionado. Se la está investigando como posible cura para la adicción a la nicotina.
Al igual que Nicotiana tabacum, las hojas de esta especie son usadas para ser fumadas, generalmente con carácter ritual en el caso de algunos grupos aborígenes, pero también se las emplea como relleno en cigarrillos comerciales de menor calidad.[cita requerida]
Se han hallado hojas de Nicotiana glauca en yacimientos arqueológicos de la cultura Nazca. Tradicionalmente, las hojas frescas se aplican externamente en tratamiento de dolores de cabeza, reumáticos, heridas y úlceras o con baños de asiento para tratar hemorroides. 
También se utiliza como cultivo energético para la producción de biocombustible.

## Cultivo
La semilla germina en 15 días. Cuando la planta es bastante grande, se trasplanta a la intemperie después de las últimas heladas. Gusta del sol directo, y crece bien con tierra rica en nutrientes.
En las regiones con inviernos fríos puede cultivársela como planta anual o ser guardada en interiores durante el invierno.
Es una planta leñosa, crece como un árbol pequeño y se propaga también por esquejes. Si se cultiva en el interior, necesita más de 14 horas diarias de luz para poder florecer.

## Taxonomía
La especie fue descrita por Robert Graham y publicado en Curtis's Botanical Magazine, vol. 55, pl. 2837, 1828. Este último en su diagnosis original señala: «The plant was raised in 1827 from seeds communicated without specific name, to the Royal Botanic Garden, Edinburgh, by Mr Smith at Monkwood, whose son sent them from Buenos Ayres.» «La planta broto en 1827 a partir de semillas enviadas, sin indicación específica, al Real Jardín Botánico de Edimburgo por el Sr Smith de Monkwood, cuyo hijo se las mando desde Buenos Aires.»
Etimología
- Nicotiana: nombre genérico dedicado a Jean Nicot de Villamain, erúdito y embajador de Francia que introdujo el tabaco en la Corte Real de Francia en 1560.
- glauca: epíteto prestado del latín glaucus, -a, -um, derivado del griego γλαύχοξ, glauco, de color verdoso,[19] por el color de sus hojas.

Sinonimia
- Siphaulax glabra Raf.,
- Nicotidendron glauca (Graham), Griseb.
- NIcotiana glauca f. lateritia Lillo
- Nicotiana glauca var. angustifoli Comes
- Nicotiana glauca var. decurrens Comes
- Nicotiana glauca var. grandiflora Comes[20]

## Nombres vernáculos
- Castellano: aciculito, arboltonto, artabaca, calenturero (2), gandul (10), gigante, tabaco lampiño (2), tabaco moruno.[21] Las cifras entre paréntesis indican la frecuencia del uso del vocablo en España peninsular. Tabaco bobo, tabaco moro, malgusto o venenero (en las Islas Canarias[22]); palancho, palán palán (en Argentina y Uruguay), palán (en Tucumán Argentina); palqui extranjero, palqui inglés, palán palán, palancho, gandul, tabaco moruno (en Chile[23]).

En la Isla de Fuerteventura (Islas Canarias) se le llama: mimo, anabasina, tabaco bobo/bobo, tabaco leñero/leñero, venenero, calentón, malguilo.
Además existen numerosos localismos en América Central, por ejemplo en México: hierba del zopilote, tabaquillo, gigantón, tabaco silvestre, buena moza
Ecuador: palo vago, crece en costa y sierra, lo usan para injertar tomate de árbol.
(Querétaro), cornetón, maraquiana, álamo loco (Sonora), gigante (Aguascalientes, Sinaloa, San Luis Potosí), mostaza montés (Oaxaca), hoja de cera (Campeche), Levántate Don Juan (Baja California), tacote (Durango), tabaco amarillo (Jalisco), tronadora de España (Guanajuato), virginio (Chihuahua y Durango), tabaco cimarrón, gretaño, hierba del gigante, tabaco, tabaquillo, palo virgen (Martínez, 1979).

## Galería

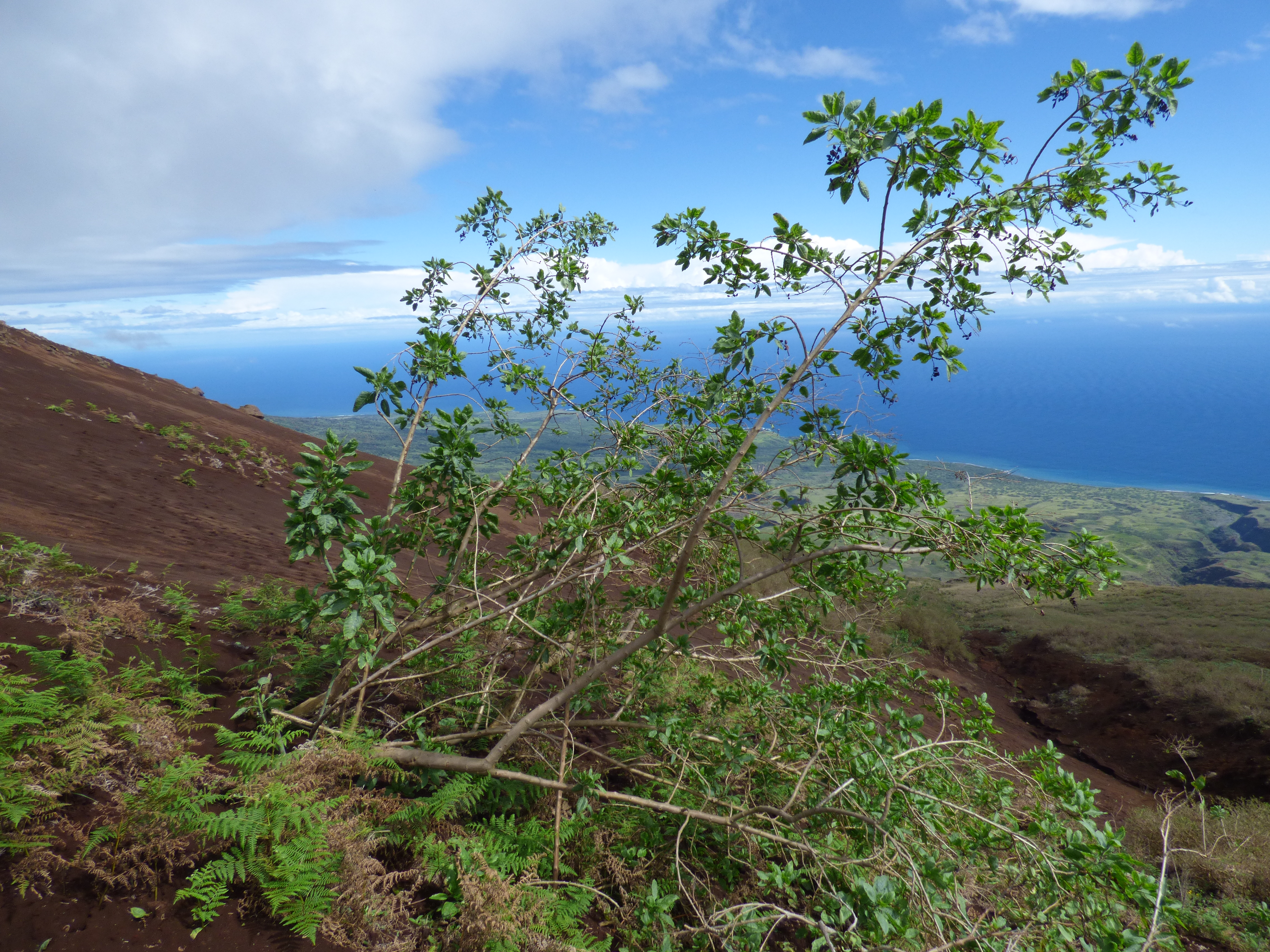
Porte general
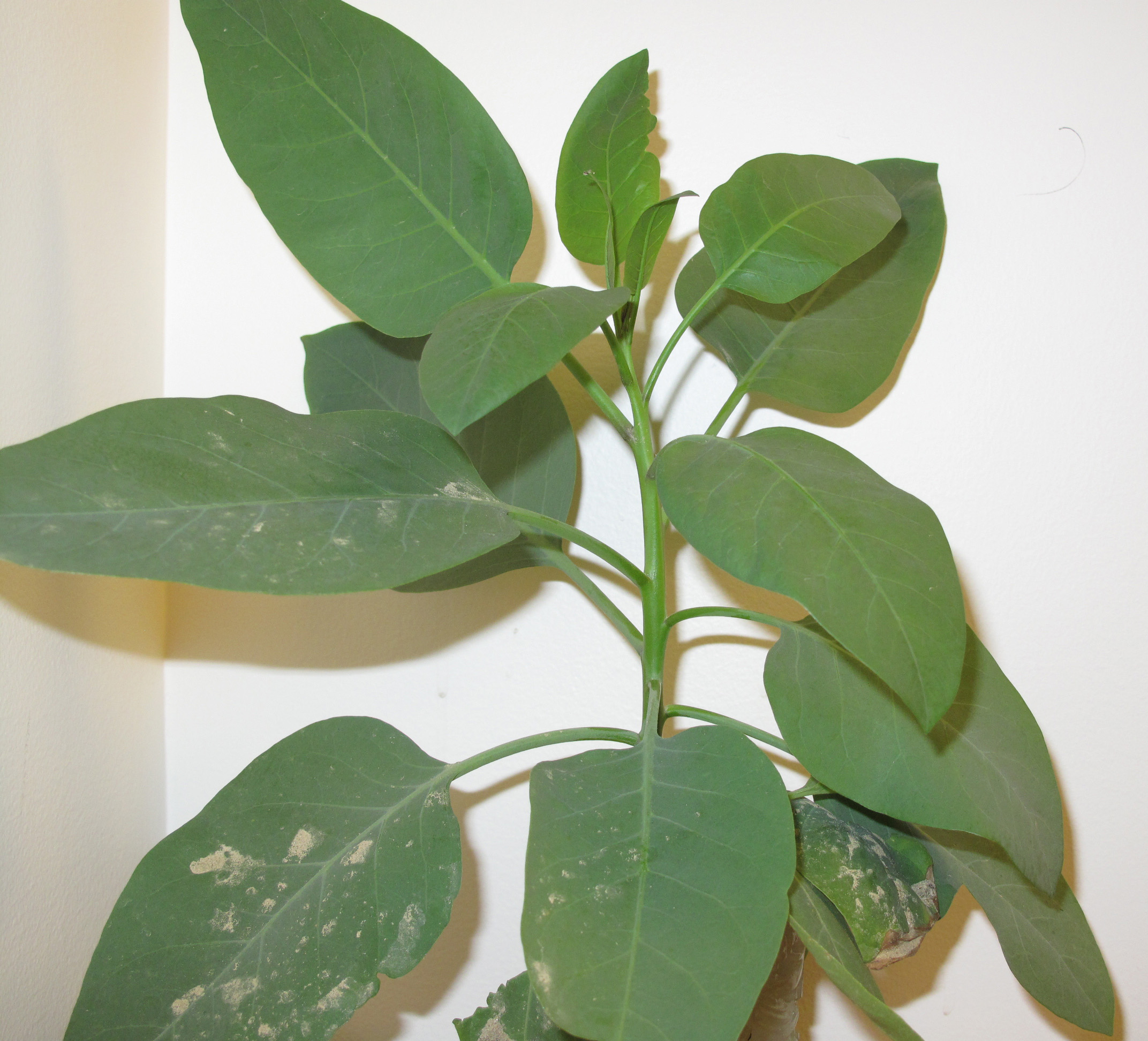
Hojas
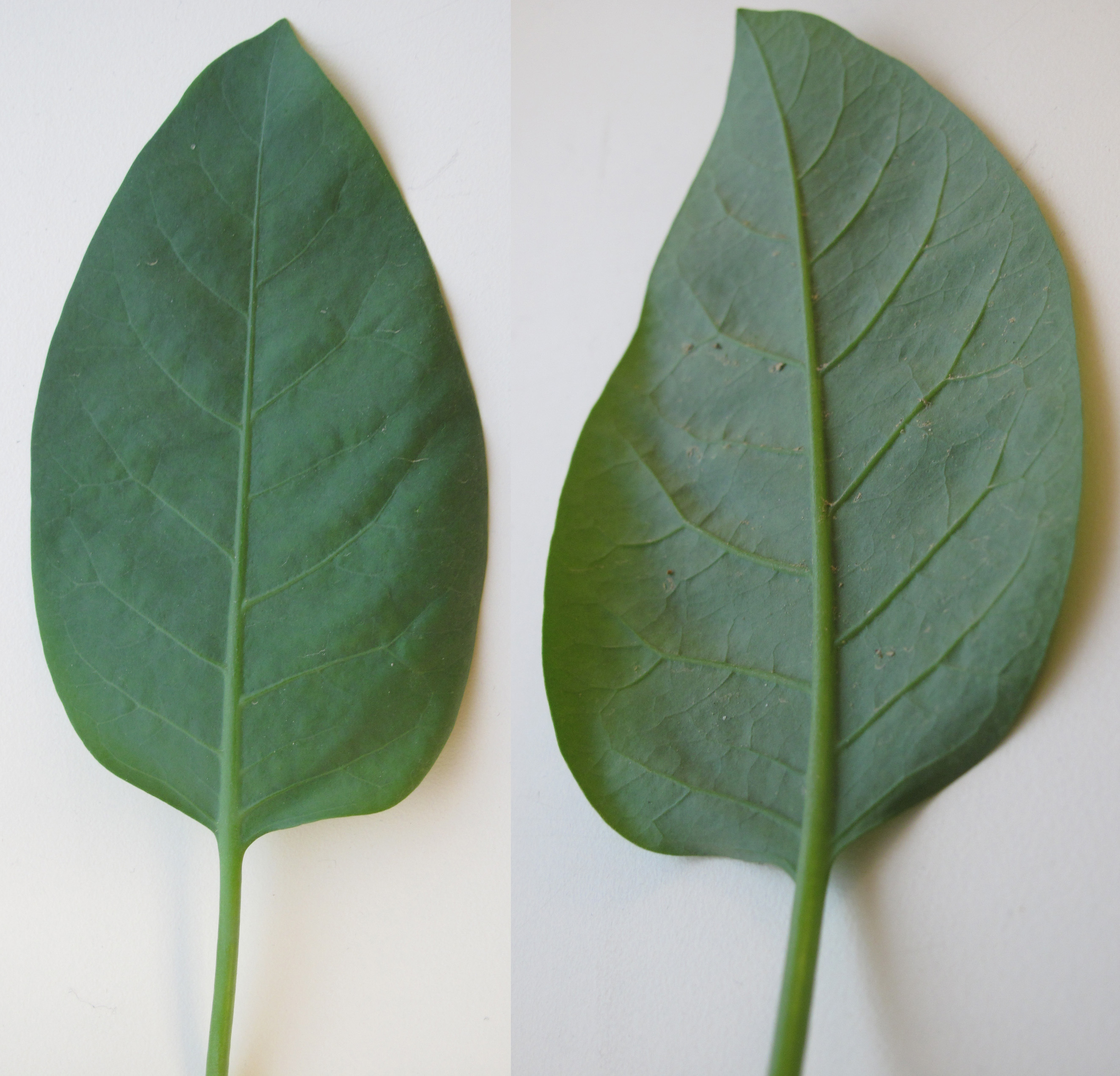
Detalle de hojas
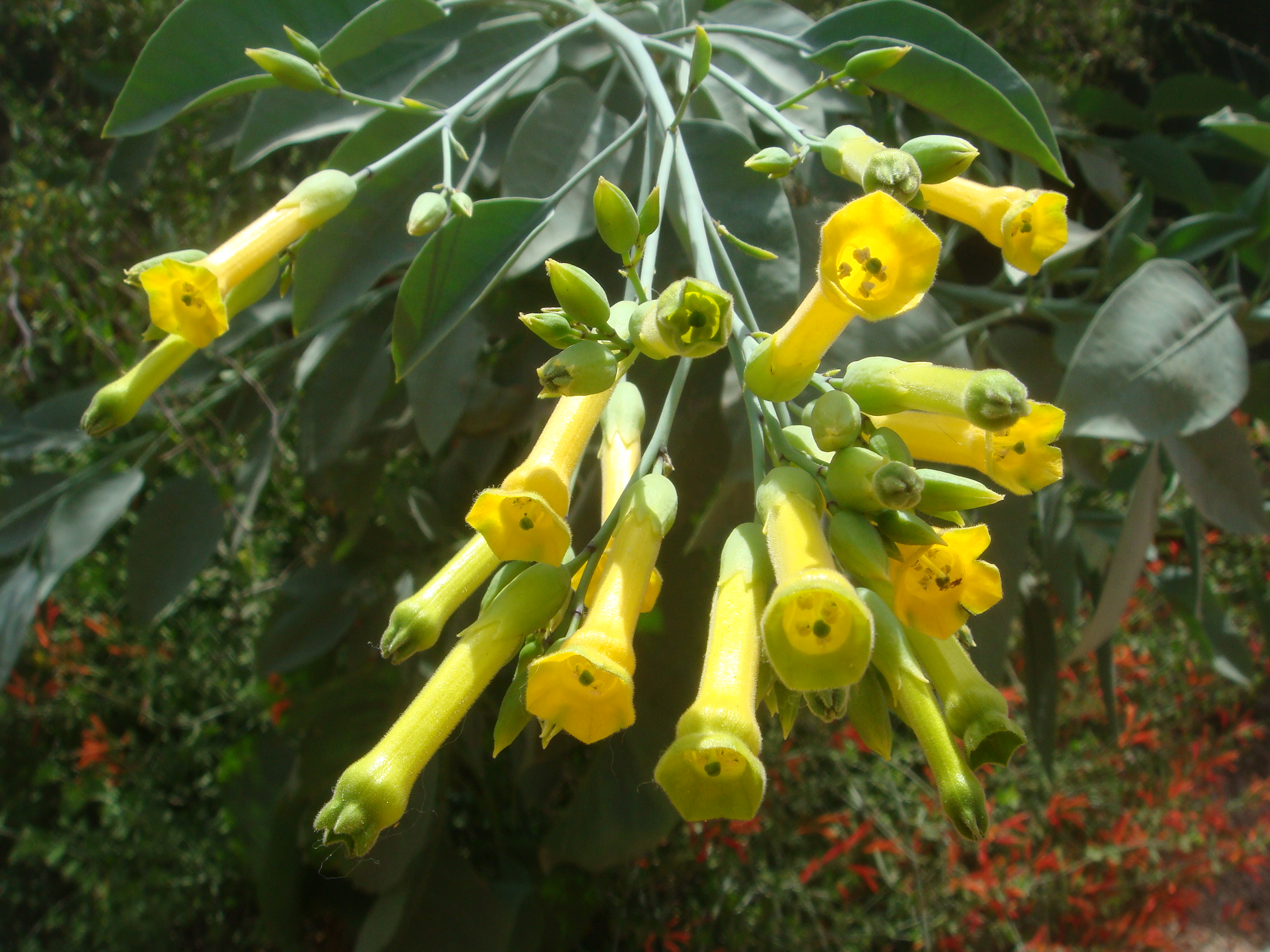
Inflorescencias
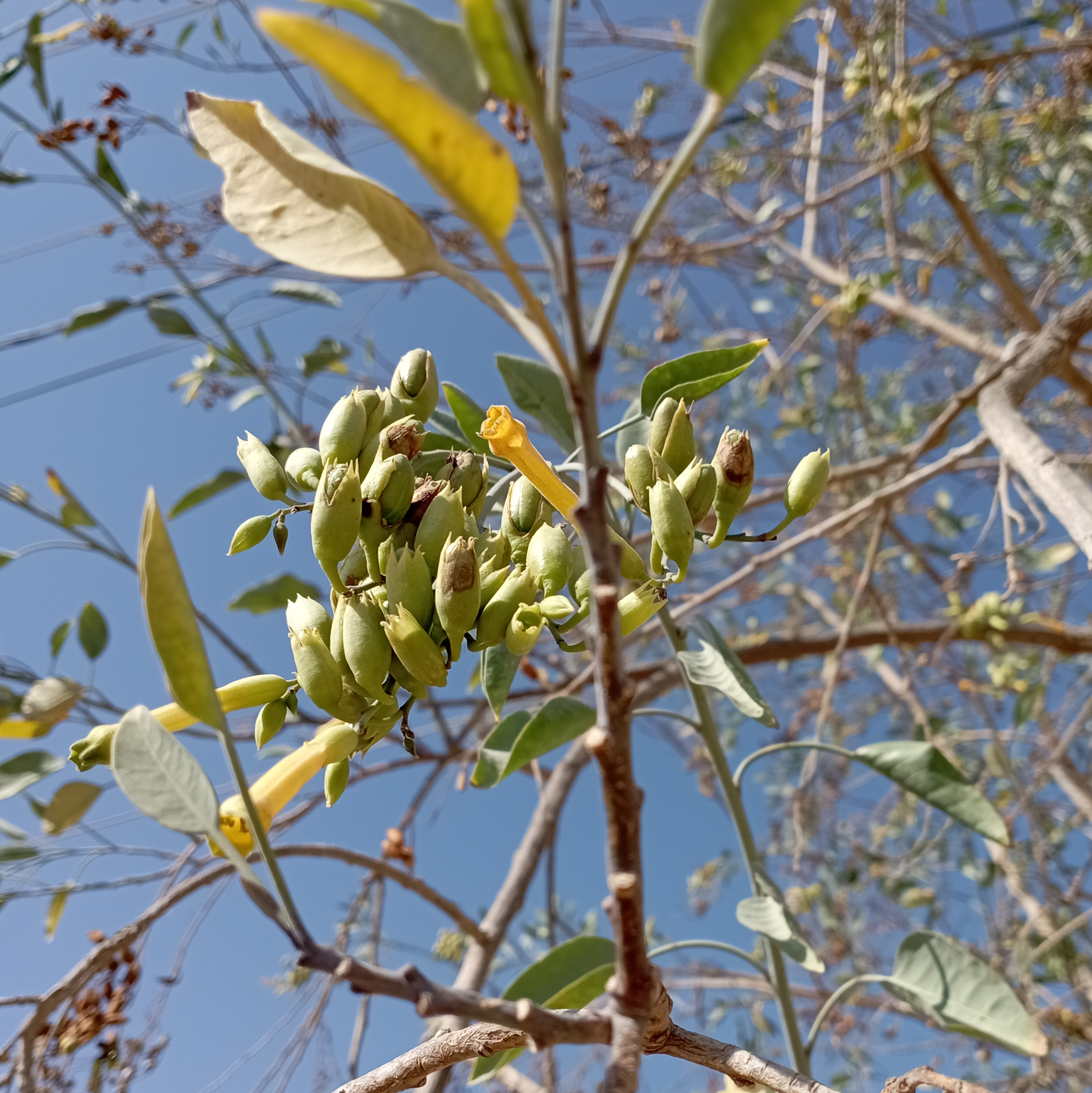
Frutos inmaduros
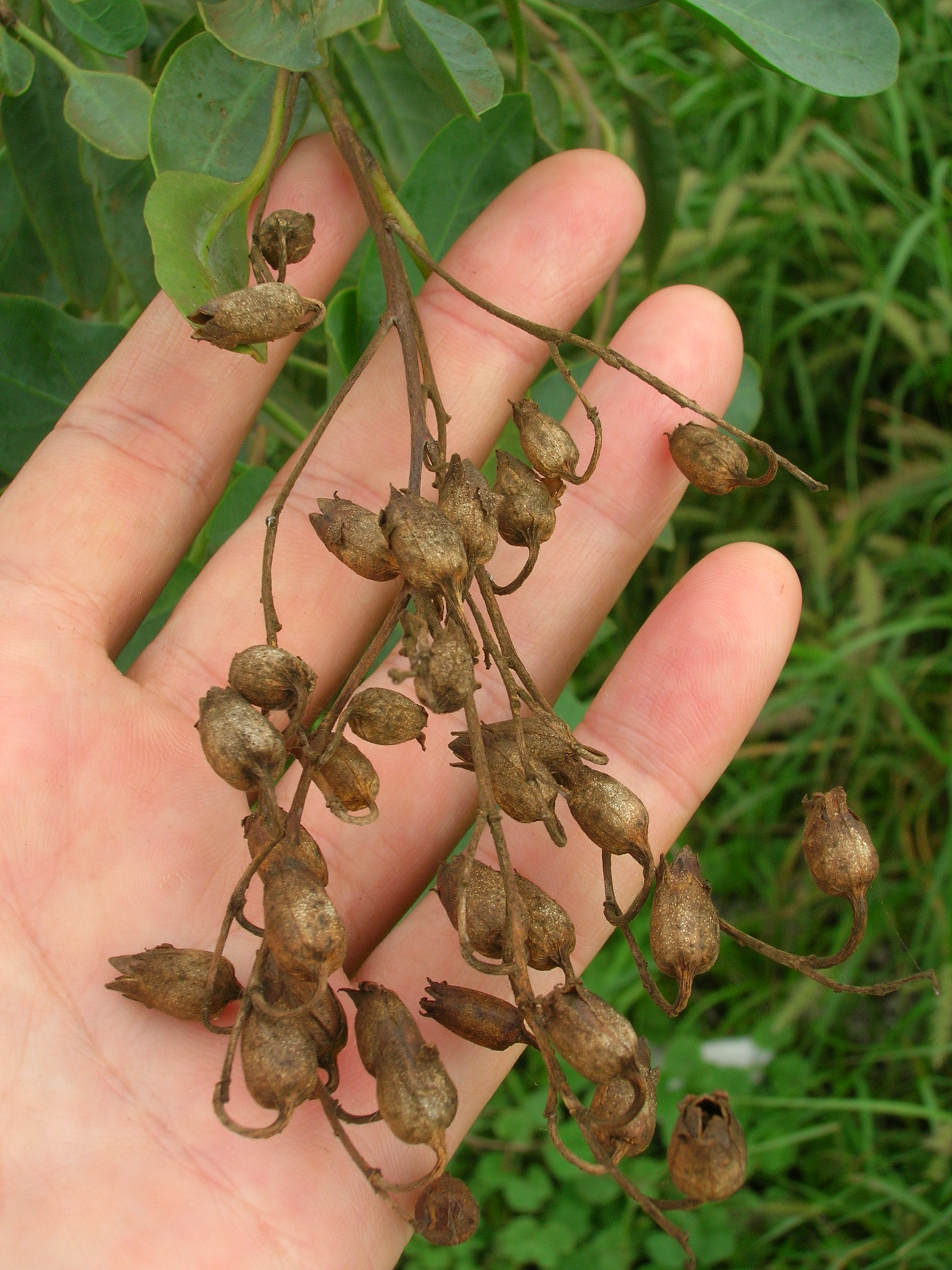
Frutos maduros
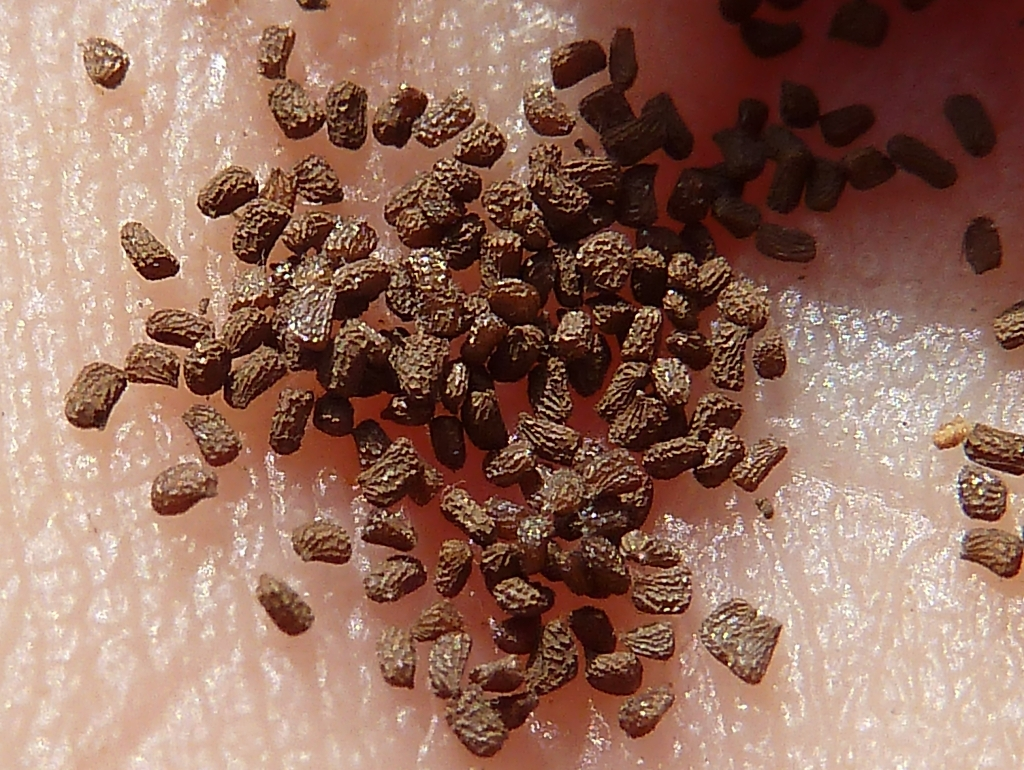
Simientes
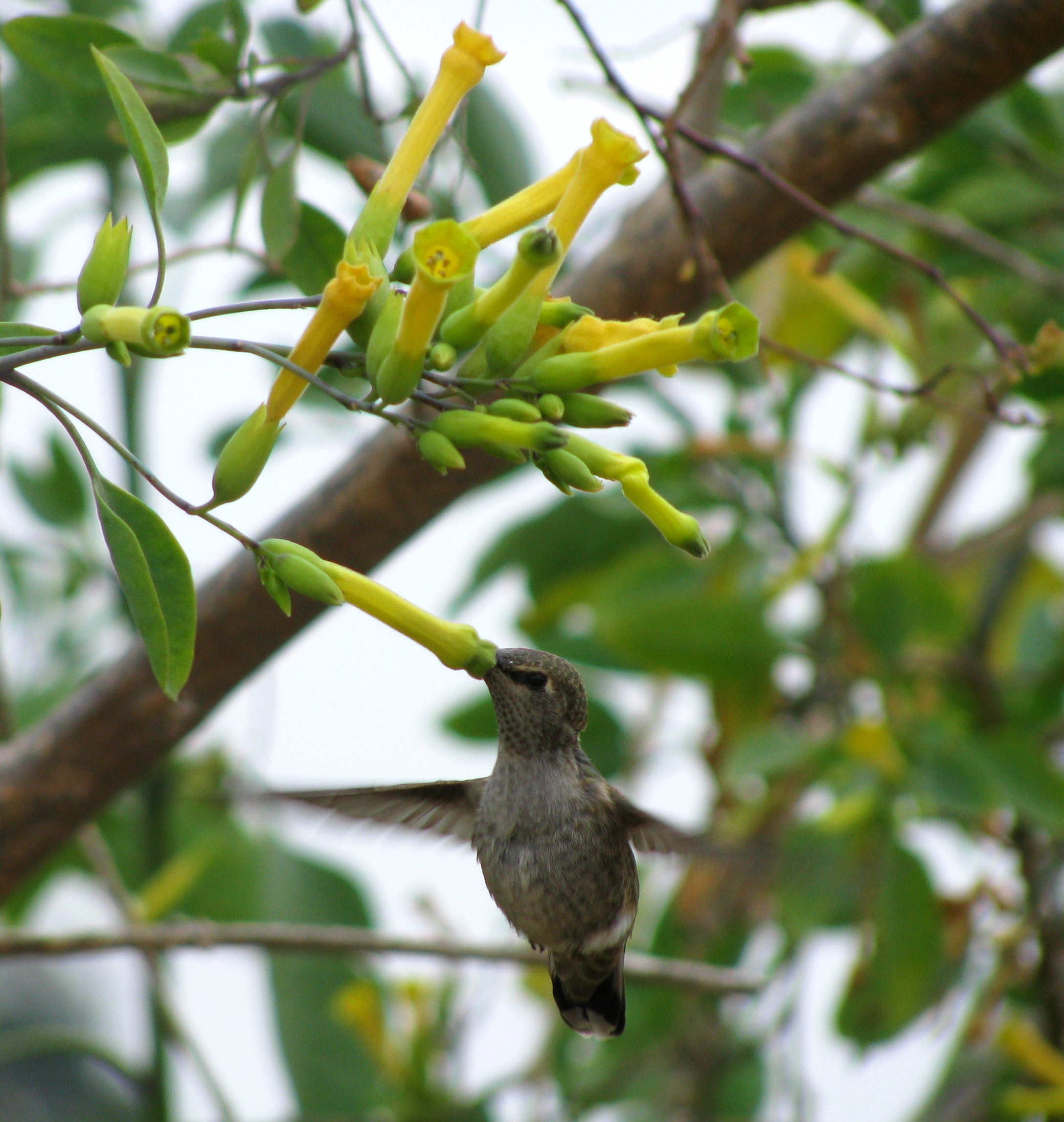
El colibrí Calypte anna chupando néctar y polinizando flores de Nicotiana glauca
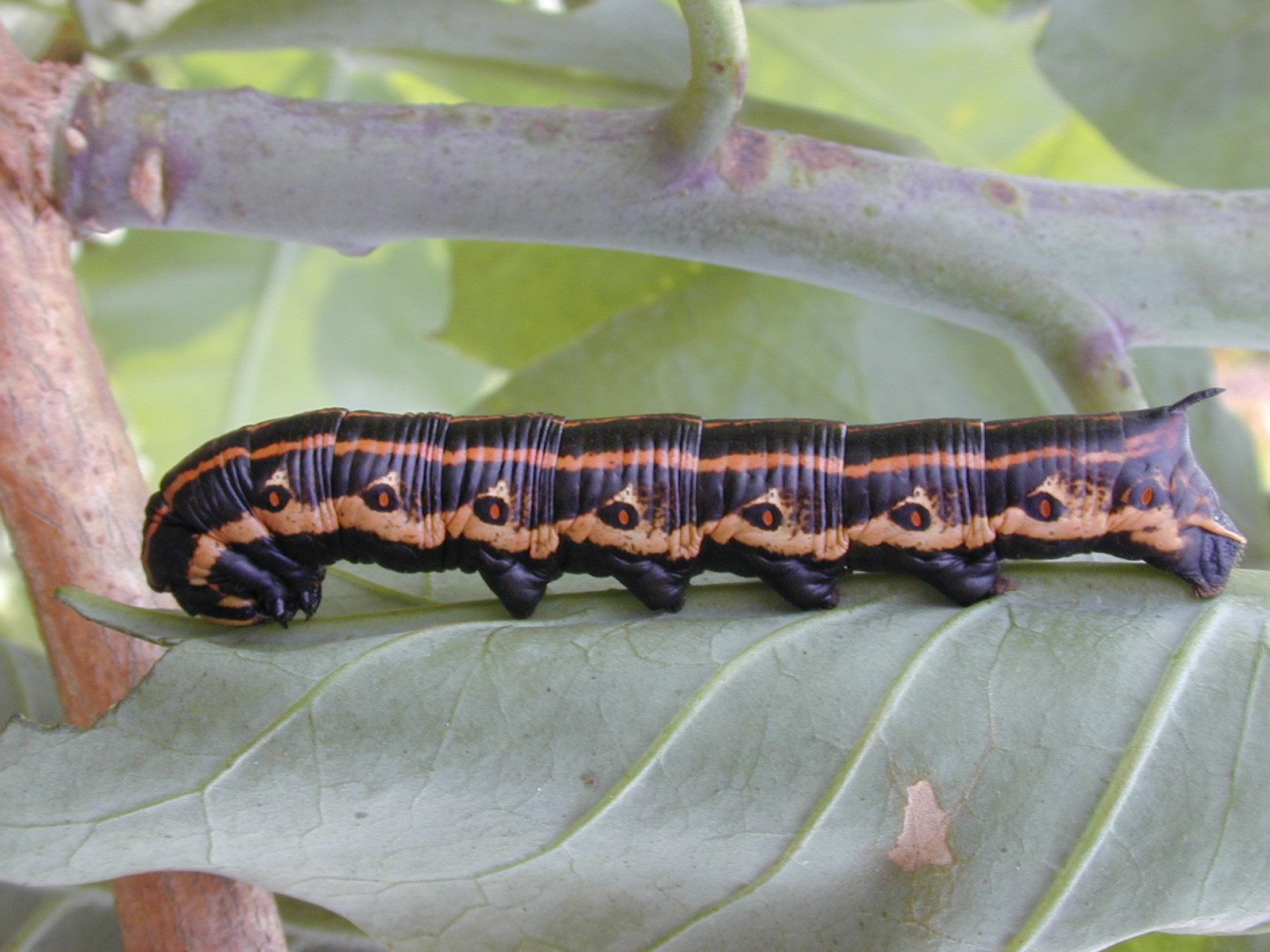
Larva de Agrius cingulata alimentándose de hojas de Nicotiana glauca
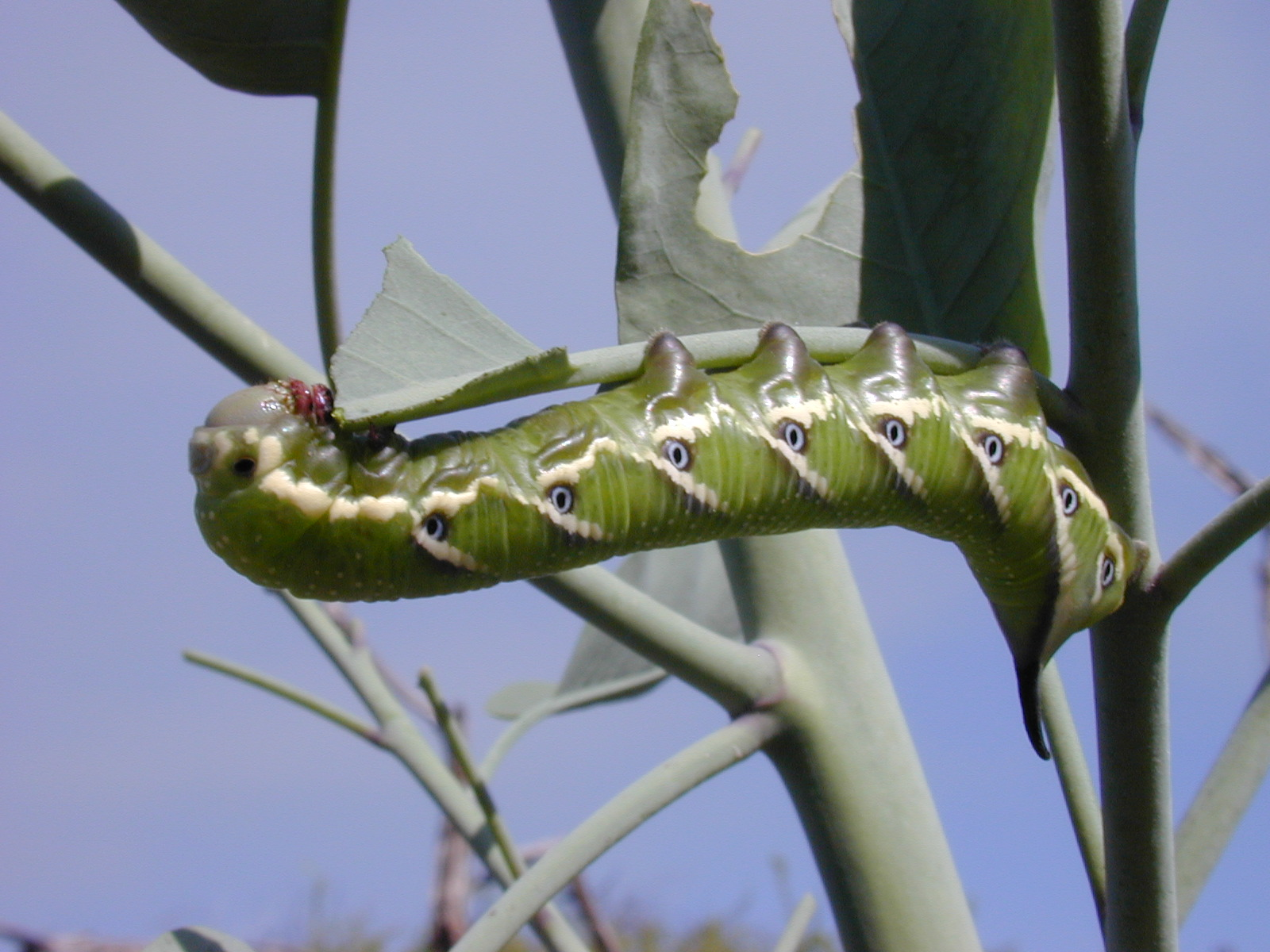
Larva de Manduca blackburni alimentándose de hojas de Nicotiana glauca